# Шумило Микита Михейович
Мики́та Михе́йович Шуми́ло (28 травня (10 червня) 1903, Михайлівка, нині Кам'янського району Черкаської області  — 5 березня 1982, Київ) — український прозаїк, сценарист і перекладач. Був членом Спілки письменників України.

## Біографія
Народився в селянській родині. Закінчив Черкаський педагогічний технікум, три курси Харківського інституту соціального виховання (заочно). Десять років учителював по селах Черкащини та в Харкові, де проживав у будинку «Слово». Належав до літорганізації «Плуг». Перед війною закінчив сценарний факультет Всесоюзного державного інституту кінематографії (1939).
У роки Другої світової війни — військовий кореспондент газет «Крылья Родины» та «Боевой товарищ». Тяжко поранений на Одері. У повоєнні роки працював заступником редактора «Літературної газети». У Києві мешкав у будинку письменників Роліті.

Могила Микити Шумила

Помер в Києві 5 березня 1982 року. Похований разом із родиною на Байковому кладовищі (північна частина ділянки № 33, 50°25′3.90″ пн. ш. 30°30′9.90″ сх. д. / 50.4177500° пн. ш. 30.5027500° сх. д.).

### Родина
Виховав двох доньок, одна з яких — літературознавиця, доктор філологічних наук Наталя Шумило (1947—2013). Зять — кінознавець Сергій Тримбач (нар. 1950).

## Літературна творчість

Меморіальна дошка Микиті Шумилу на будинку Роліт у Києві (скульптор — Руслан Найда)

Збірки оповідань і нарисів «Вада», «Урожай» (1934), «Голубий зеніт» (1948), «Академік Власюк» (1949), «Щедрі серцем» (1952)", повісті «Прокурор республіки» (1958) та «Я твій брат» (1961), збірки оповідань для дітей «Де ти, моя чаєчко?» (1979) та «Пам'ятливий горобчик» (2003), літературно-критичний нарис «Олесь Гончар» (1950). Посмертно вийшла книга вибраних творів «Голубий зеніт» (1983) і збірка статей, спогадів і щоденникових записів «Силуети» (1990). На рубежі 1950-60-х широкий розголос мали статті «Любов до рідної мови» (1956) і «Могутня та чарівна» (1963).
Переклав українською мовою російські повісті Т. Шевченка «Княгиня» і «Музикант», роман М. Старицького «Останні орли», роман В. Некрасова «В окопах Сталінграда» та «Думи і серце» М. Амосова. Перекладав також твори сучасних білоруських (В. Биков), киргизьких (Ч. Айтматов) і російських (Ф. Абрамов, Л. Нікулін, О. Рекемчук, С. Сартаков) прозаїків.

## Кінематографічні роботи
За його сценарієм на Ашхабадській кіностудії поставлено фільм «Прокурор республіки», Київській кіностудії — художню стрічку «Якщо любиш» (1960), а на «Укркінохроніці» — «Пісня про Україну» (1955, у співавт.) й «Біля Диканьки» (1958). Автор дикторського тексту до кінокартини «Пісні над Дніпром» (1957, у співавт.).

## Нагороди
Нагороджений орденами орден Червоного Прапора, Вітчизняної війни 2-го ст., Червоної Зірки, медалями.